# Laboratoire inter-universitaire des systèmes atmosphériques
Le Laboratoire inter-universitaire des systèmes atmosphériques (LISA) est un laboratoire de recherche français spécialisé dans l’étude des atmosphères : la troposphère terrestre et les grands problèmes environnementaux associés, et les atmosphères extraterrestres en relation avec les problématiques de l’exobiologie.

## Historique et tutelle
Le LISA a été créé en 1993, il est ensuite devenu une unité mixte de recherche (UMR 7583) placée sous la tutelle de l'Université Paris-Est Créteil Val-de-Marne (UPEC), du CNRS et de l'Université Paris VII - Diderot. Il fait partie de l'Institut Pierre-Simon-Laplace (IPSL) et de l'observatoire des sciences de l'univers EFLUVE.

## Thèmes de recherche
Les activités de recherche du LISA s’articulent autour de cinq grands axes scientifiques thématiques et un département technique.

### Cycle de l’aérosol désertique
Les aérosols désertiques émis par érosion éolienne depuis les zones arides et semi-arides représentent plus de 40 % des émissions annuelles d’aérosols troposphériques. Dans l’atmosphère, ces particules affectent le bilan radiatif terrestre et sont donc un des acteurs majeurs du système climatique. Par ailleurs, leurs retombées dans les zones océaniques éloignées constituent des apports significatifs en nutriments (fer, phosphore…).
Les activités du LISA sur ce thème portent sur la quantification des émissions, du dépôt et des impacts radiatifs et biogéochimiques des aérosols désertiques, en couplant des approches expérimentales de terrain (sol et avion) ou en laboratoire et des simulations numériques.

### Devenir atmosphérique du carbone organique
Émis dans l’atmosphère par des processus naturels, ou résultant de l’activité humaine, les composés organiques volatils évoluent progressivement. L’oxydation de cette matière organique atmosphérique conduit à la formation d’un grand nombre d’espèces dites secondaires qui sont fortement fonctionnalisées et jouent un rôle important vis-à-vis de la dégradation de la qualité de l’air et du climat. Afin d’identifier et de quantifier ces espèces, le LISA réunit des approches expérimentales de terrain, de la modélisation (générateur de schémas chimiques explicites et modèle 3D), et des expériences en laboratoire (chambres de simulation atmosphérique).

### Exobiologie et astrochimie
L’exobiologie est l’étude des processus qui ont permis l’émergence de la vie sur notre planète, et ont pu ou pourraient la permettre ailleurs. Les recherches développées au LISA s’articulent autour de deux grands axes : les études de la réactivité et de l’évolution moléculaire de la matière organique dans les environnements extraterrestres et la recherche de structures moléculaires par télédétection et mesures in situ.
Le LISA développe des expériences en laboratoire simulant les environnements extraterrestres, et participe à la conception et la réalisation d’instruments d’analyse chimique pour des missions spatiales (agence spatiale européenne et NASA principalement).

### Pollution oxydante et particulaire
Comprendre la pollution atmosphérique nécessite de quantifier les différents processus gouvernant l’évolution des espèces chimiques en phases gazeuse et particulaire dans la basse atmosphère et de les représenter au mieux dans des modèles 3D.
L’objectif du LISA est de fournir des prévisions et des représentations spatiales des différents polluants, de l’échelle urbaine jusqu’à l’échelle continentale.
Le LISA étudie également l’impact de cette pollution sur les matériaux du patrimoine bâti. Les approches sont fondées sur la complémentarité entre simulation expérimentale au laboratoire, observations in situ et satellitaires et simulation numérique.

### Spectroscopie et atmosphères
Les observations, par télédétection, des atmosphères terrestres et planétaires et du milieu interstellaire produisent de nombreux spectres de très haute qualité. L’interprétation de ces spectres atmosphériques repose sur des traitements théoriques et d’analyse spectrale, ainsi que sur des données expérimentales recueillies en laboratoire.
Le LISA développe des expériences en laboratoire ainsi que des modèles théoriques et des logiciels d’analyse afin d’interpréter ces données.